# Grenspaal (Werm)
De Grenspaal is een kalkstenen paalsteen, gelegen aan de Katteveldstraat te Werm. Deze grenspaal markeert de grens tussen de voormalige gemeenten Werm, Hoeselt en Tongeren.
Dit is een van de grenspalen die geplaatst werden toen in 1683 de heerlijkheid Hoeselt, van 1619 in leen gegeven aan de Landcommanderij van Alden Biesen, weer door de Bisschoppelijke Tafel van Luik werd overgenomen. De plaatsing van deze palen had vermoedelijk met het toenmalige belastingstelsel te maken.
Op 4 juni 1685 werd deze paal geplaatst. Ze raakte in vergetelheid, maar werd eind jaren 70 van de 20e eeuw weer opgegraven door de Heemkundekring van Werm, en herplaatst.